# Manzanal de los Infantes
Manzanal de los Infantes est une municipalité espagnole de la communauté autonome de Castille-et-León et de la province de Zamora. En 2021, elle comptait 124 habitants.